# 뉴포트뉴스/윌리엄스버그 국제공항
뉴포트뉴스/윌리엄스버그 국제공항(Newport News/Williamsburg International Airport, IATA: PHF, ICAO: KPHF, FAA LID: PHF)은 미국 버지니아주 뉴포트 뉴스에 있으며, 노포크의 노포크 국제공항과 함께 햄튼 로드 지역을 서비스하고 있다. 이 공항은 버지니아 연방의 정치 분과인 반도 공항 위원회가 소유하고 운영한다. PHF는 1,800에이커(728 ha)에 달한다.
2015년에 이 공항은 약 404,000명의 승객을 처리했다. 2012년 우세한 항공사인 에어트랜의 손실과 리치먼드 국제공항의 저가 항공사들과의 경쟁으로 2011년 이후 PHF의 연간 승객 수가 60% 이상 감소하는 결과를 낳았다.

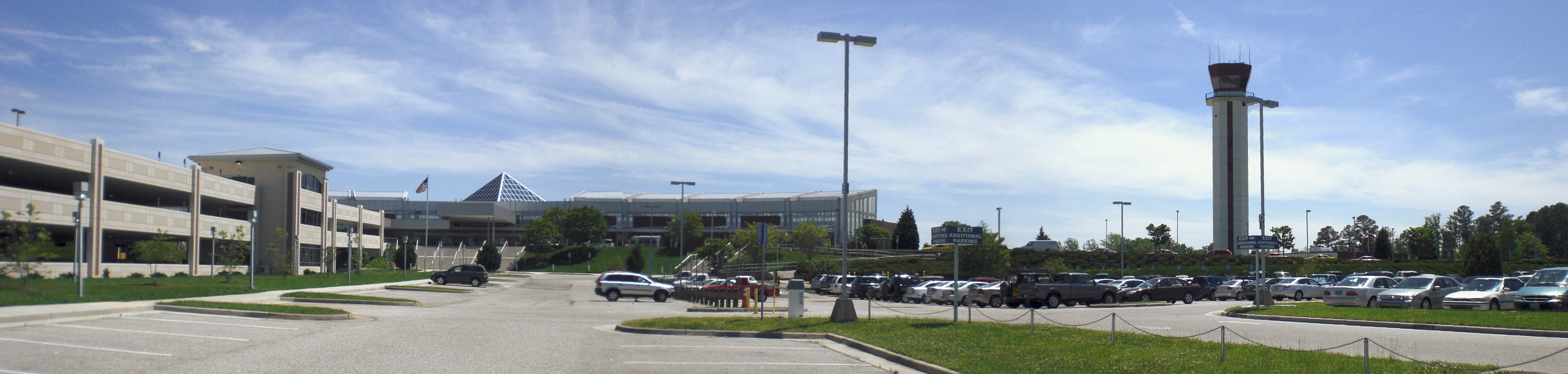
뉴포트 뉴스 / 윌리엄스 국제공항 전경

| 요약     | 요약                                           |
| -------- | ---------------------------------------------- |
| 공항유형 | 공용                                           |
| 소유주   | 더 반도 공항 위원회                            |
| 운영     | 버지니아 반도                                  |
| 위치     | 뉴포트 뉴스, 버지니아 주                       |
| 고도     | AMSL 42ft / 13m                                |
| 좌표     | 37°07′55″N 76°29′35″W                          |
| 웹사이트 | www.flyphf.com 보관됨 2020-07-14 - 웨이백 머신 |

| \| 방향 \| 길이 \| 길이 \| 표면 \| \| 방향 \| ft \| m \| 표면 \| \| ---- \| ----- \| ----- \| -------- \| \| 7/25 \| 8,003 \| 2,439 \| 콘크리트 \| \| 2/20 \| 6,526 \| 1,989 \| 콘크리트 \| |       |       |          |
| 방향 | 길이  | 길이  | 표면     |
| 방향 | ft    | m     | 표면     |
| 7/25 | 8,003 | 2,439 | 콘크리트 |
| 2/20 | 6,526 | 1,989 | 콘크리트 |

## 역사
1946년 버지니아 총회는 새로운 공항이나 뉴포트 뉴스와 햄튼의 도시들의 위치를 결정하고 설립하기 위해 PAC(Pando Airport Commission)를 만드는 법안을 통과시켰다. 1947년 미 전쟁자산청과 제2차 세계대전 미군기지였던 옛 캠프 패트릭 헨리의 924에이커(3.7km2)를 신공항 부지로 PAC로 이전하는 합의가 이뤄졌다. N-85로 알려진 나이키 미사일 방공 기지는 1960년대 중반 이후 버려졌지만 여전히 이 땅에 존재한다.
이 공항은 원래 패트릭 헨리 공항이라는 이름으로, 패트릭 헨리 필드를 대표하는 코드 PHF로 명명되었다. 첫 번째 활주로는 2–20, 3,500피트(1,100m)의 활주로였고, 그 다음으로는 6–24(더 빨리 7–25로 재설계됨)이었다. 1949년 11월 피에몬트 항공과 캐피털 항공에서 항공사 서비스가 시작되었다.
1951년 여객터미널은 화재로 파손되었다. 업그레이드된 교통 관제탑이 건설되었고 1952년에 6-24 활주로가 5,000피트(1,500m)까지 확장되었다. 1955년에 새로운 여객 터미널이 문을 열었다.
내셔널 항공은 1955년에 PHF에 도착했고 알레게니 항공은 1966년에 도착했다. 유나이티드(캐피탈의 후계자), 내셔널, 알레게니, 피에몬트는 모두 PHF로 제트기를 운항했는데, 1966년에 최초의 제트기가 내셔널 727s(런웨이 6가 5600에서 그때까지 6100피트까지 연장되었다)이었다. 두 활주로 모두 현재 길이인 6526피트(1989m) 활주로 2–20 및 8003피트(2439m) 활주로 7–25까지 확장되었다. 이 공항은 1975년에 "패트릭 헨리 국제공항"이 되었다. 터미널에 미국 세관 시설이 추가되어 국제선(항공 및 법인)이 입국할 수 있게 되었다. 이 공항은 현재 1,800 에이커(7.3 km2)에 달하는 면적을 차지하고 있으며, 그 대부분은 뉴포트 뉴스 시에 있으며, 20번과 25번 활주로가 있는 비행장의 거의 절반이 요크 카운티에 있다.
1978년 미국 의회가 항공사에 대한 규제를 철폐했을 때, 패트릭 헨리 공항을 운항하는 많은 항공사들은 다른 공항에서의 남동부 버지니아 서비스를 통합했고, 패트릭 헨리 국제공항은 제트기 운항편을 잃었다. 내셔널은 1978년 탈퇴했고, 피에몬트는 YS11을, 알레게니 통근은 1979년 알레게니를 교체했고, 유나이티드는 1981년 탈퇴했다. 공항은 규제 완화 이후 항공 서비스 감소에서 한국을 이끌었고 심각한 재정적 어려움에 직면했다.
전환은 1984년 찰스 J. 블랭켄십이 전무이사로 채용되면서 시작됐다.블랭켄십은 패트릭 헨리 커머스 센터라는 이름의 비즈니스 파크를 개발하는 전략 계획과 항공사를 유치하기 위한 마케팅 캠페인을 실시했다. 1985년까지 공항은 미국에서 가장 빠르게 성장하는 공항이라는 명성을 얻었다. 그 성공은 1986년에 반복되었다.
1980년 12월 19일 데일리프레스(Daily Press)는 PAC가 인가한 위원회가 공항 명칭을 '뉴포트 뉴스/윌리엄스버그 인터내셔널'로 변경해 당시 전무였던 마이클 화이트로 변경하도록 권고했다고 보도했다. 이 변화는 10년이 지나서야 일어날 것이다. 당시 위원회 위원들은 뉴포트 뉴스, 햄튼, 윌리엄스버그와 제임스 시 카운티, 요크 카운티를 대표했다. 2010년 이후 위원회는 햄프턴(2)과 뉴포트 뉴스(4)가 임명하는 6명의 위원으로 구성된다.
1985년 USAir는 피츠버그와 워싱턴 DC의 메인라인 제트기를 추가했다; 이것들은 1995년에 끝났다. US 에어웨이즈 익스프레스(그리고 후에 아메리칸 이글)는 공항에서 필라델피아와 샬롯을 서비스했다. 에어트란은 1995년 공항에서 애틀랜타까지 서비스를 시작했으나 2012년 3월 철수했다. 델타 커넥션은 2002년 2월 뉴포트 뉴스에서 애틀랜타까지 서비스를 시작했다.
PAC는 1990년 9월 시설명을 뉴포트 뉴스/윌리엄스버그 국제공항으로 변경했다. 1992년 말에 새로운 터미널이 개통되었다.
1990년대까지, 원래의 터미널 건물의 일부는 비행 서비스 빌딩으로 명명되었고, 국립 기상청의 본거지였다. 공항에서 바로 출발하는 혹독한 날씨 동안 라디오 방송국과 기상 주파수를 통해 일기예보와 비상경보가 방송되었다.
2007년 7월 147피트(45m) 높이의 새 타워가 들어서면서 원컨트롤타워가 폐쇄됐을 때 55년 동안 동해안에서 가장 오래된 운영 컨트롤타워였다.

### 확장(2005~2012년)
공항은 21세기 초에 확장 노력을 시작했다. 새로운 항공 교통 관제탑은 1951년 타워를 대체하여 2007년 7월에 완공되었다. 2007년 6월에 3층 주차장이 새로 문을 열었다. 2009년에는 늘어난 렌터카 기단을 처리하기 위해 더 많은 주차장이 완공되었고, 주차 용량은 3,000대로 추산되었다.
2011년 기준으로, 이 공항은 미국에서 세 번째로 빠르게 성장하고 있으며 118번째로 큰 공항이다. 2010년은 약 106만3천명의 승객이 탑승해 역대 최고였다. 승객 수는 2011년 1059만 명으로 소폭 감소했다.
2011년 1월 델타항공은 142석 규모의 맥도넬더글러스 MD-88편으로 애틀랜타행 매일 2회씩 총 4회 운항했다. Airbus A320의 서비스는 올해 말에 시작되었고, 2012년 델타는 이른 아침 CRJ900을 맥도넬 더글러스 DC-9-80으로 대체했다.
프론티어 항공은 공항이 2,300만 달러의 리노베이션 공사를 마치고 있던 2010년 뉴포트 뉴스에서 직항 운항을 시작했다. 초기 서비스에는 128인승 에어버스 A318편으로 덴버로 가는 직항편이 주 4회 포함됐으며, 몇 주 안에 에어버스 A319로 대체됐다.
2011년 5월 13일부터 프런티어 항공편은 162인승 에어버스 A320으로 운항되었으며, 2011년 9월 12일부터 프런티어 항공은 계절 서비스를 시작하였다. 2012년 2월 4일, PAC는 프런티어가 연중무휴 조명을 재개할 것이며, 노동절을 통해 매일 5월 22일 운영될 것이라고 발표했다. 노동절 이후 프론티어는 주당 6일을 운영할 계획이었다. 2015년 1월 6일, 프론티어 항공사는 뉴포트 뉴스에서 취항을 철회했다.
공항의 제2의 중앙홀로 2010년 5월에 A 콩쿠르가 개장하였다. 콩쿠르 A는 대형 제트기를 위한 풀서비스 세관시설로 설계됐다. 한 현지 계약업체가 2010년 공항의 USO 사무소를 확장하기 위해 5만 달러 상당의 노무와 자재를 기부해 규모를 두 배로 늘려 군 장병들에게 더 나은 서비스를 제공했다.

### 서비스 감소(2012-현재)
2012년 3월 9일, PHF의 오랜 최대 항공사인 에어트랜 항공은 사우스웨스트 항공과의 합병(이미 노퍽 국제공항으로 운항 중)으로 인해 공항의 운항을 중단했다. 에어트랜 출발 이후 2012년 승객 수가 감소했으며, 2012년 5월 경찰, 모든 경찰 파견원, 기타 직원 등 공항에서의 해고가 발표되었다.
이 공항에는 릭 항공, 애틀랜틱 항공, 오리온 에어 그룹 등 3개의 고정 베이스 운영자가 거주하고 있으며, 지금은 템퍼스 제트기가 되고 있다. 2013년 1월에는 에픽스 항공뿐만 아니라 미드 애틀랜틱 항공도 공항에 위치해 있었다. 릭과 아틀란틱은 민간 및 상업용 비행기에 비행 지도 학교와 제트 연료 서비스를 제공한다. 애틀랜틱 항공은 국제 전세기를 취급한다. 릭 항공은 덴비 고등학교의 항공 아카데미(고등학생 350여 명)와 공간을 공유하며 원래의 여객터미널 안에서 계속 운항하고 있다. 오리온에어그룹이 100명을 채용할 4만 평방피트(3,700㎡) 규모의 새 세계 본사를 오픈함에 따라 이미 7만 평방피트(6,500㎡) 규모의 증설을 계획하고 있다. 또한, 2011년에 Traisewater 비행 센터는 원래의 터미널 건물로부터 비행 지시를 제공하면서 공항에 두 번째 장소를 열었다. 또한 원래의 터미널 건물을 공유하는 것은 민항 초계대의 지역 비행대대로서 공항에 여러 대의 CAP 항공기를 보유하고 있다.
뉴포트 뉴스-윌리엄스버그는 국내 최초로 지속가능성 프로젝트를 시행한 공항으로 모든 운영 측면에 녹색 기술을 접목했다.
2014년 1월, 중앙홀 A는 연방검사소 추가와 미국 세관 처리시설 전면 시행에 들어갔다.

## 항공사 및 목적지

### 승객
| Airlines     | Destinations                       | Refs   |
| ------------ | ---------------------------------- | ------ |
| 델타항공     | 애틀랜타 (2020년 9월 1일까지 보류) | [ 12 ] |
| 아메리칸항공 | 필라델피아 샬럿                    | [ 12 ] |

## 육상운송
이 공항은 오렌지, 아메리칸, 옐로, 베스트, 올 시티 등 다양한 택시 회사들이 서비스를 제공하고 있다. 또한, HRT(햄튼 로드 트랜짓)는 두 개의 버스 정류장에서 지역 버스 서비스를 통해 공항을 직접 운행한다. 공항은 HRT 116번 국도에 있으며, 햄튼 로드 공항 중 유일하게 직행 버스 서비스를 제공하고 있다. 셔틀과 리무진 회사들도 미리 정해진 약속을 통해 공항을 운행한다. 5개 렌터카 대리점은 공항에서 찾을 수 있다.

## 참고 문헌
1. ↑  Kim, Seon Woo (2020). “FAA Airport Master Record for PHF” (영어). 2016년 3월 3일에 원본 문서에서 보존된 문서.
2. ↑  “Editorial ″Airport distinctions" May 26, 1985.” (영어). Dailypress. May 26, 1985.
3. ↑  “New director faces old airport challenge.” (영어). Daily Press. Jan.20,1984.
4. ↑  “″Work begins on airport industrial park″” (영어). Daily Press. 1985년 3월 15일.
5. ↑  “It's up, up and away at Patrick Henry Airport” (영어). Daily Press. 1985년 5월 19일.
6. ↑  “Patrick Henry on the runway to recovery” (영어). Virginia Pilot. 1986년 7월 7일.
7. ↑  Kim, Seon Woo (2020). “Frontier to drop service to Newport News-Williamsburg airport” (영어). dailypress.com.
8. ↑  Kim, Seon Woo (2020). “Newport News Makes Headlines With New Concourse & Runway Rehab by Rebecca Kanable (: May-June, 2010)” (영어). Airport Improvement Magazine. 2015년 5월 15일에 원본 문서에서 보존된 문서.
9. ↑  Kim, Seon Woo (2020). “Welcome to FlyPHF - Traffic Statistics! - Newport News Williamsburg International Airport” (영어). flyphf.com. 2015년 4월 7일에 원본 문서에서 보존된 문서.
10. ↑  Kim, Seon Woo (2020). “Norfolk airport adding nonstop flights to Denver this year” (영어).
11. ↑  Kim, Seon Woo (2020). “https://www.sacbee.com/news/coronavirus/article242616286.html” (영어). |title=에 외부 링크가 있음 (도움말)
12. 1 2  Kim, Seon Woo (2020). “PHF Airlines” (영어). 2020년 5월 11일에 원본 문서에서 보존된 문서.
13. ↑  Kim, Seon Woo (2020). “Welcome to FlyPHF - Ground Transport! - Newport News Williamsburg International Airport”. flyphf.com. 2015년 3월 16일에 원본 문서에서 보존된 문서.

- Airport Master Record (FAA Form 5010) 보관됨 2016-03-03 - 웨이백 머신, also available as a printable form (PDF)
- Newport News/Williamsburg International Airport (official web site)
- Friddell, Guy (September 21, 1990). "Identity problem with Patrick Henry name has a certain mystique". Virginian Pilot 보관됨 2009-06-07 - 웨이백 머신, page D1.
- Flores, Chris (August 14, 2005). "Airport gets a face-lift." Daily Press, page D1.
- Daily Press. http://www.dailypress.com/news/dp-j2007-tailwind030606,0,5433480.story 보관됨 2013-06-05 - 웨이백 머신 Tailwinds for England-to-Virginia travelers taking off?].
- Airnation.net. "http://airnation.net/2012/08/05/100-airports-could-close/"